# Ammophila (insecte)
Pour les articles homonymes, voir Ammophile.
Genre
Ammophila (les ammophiles, du grec « ammos », sable et « phileo », aimer, littéralement « qui aime le sable ») est un genre d'insectes ressemblant à des guêpes.

## Caractéristiques
Elles sont parmi les rares hyménoptères utilisant des outils. Certaines espèces sont notamment connues pour leur particularité à utiliser un caillou tenu entre les mandibules pour damer le sol afin de fermer leur terrier; d'autres espèces effectuent cette opération à l'aide de leur tête.

## Liste des espèces
D'après ITIS, ce genre contient plus de deux cents espèces.

### En Europe
- Ammophila albotomentosa (Morice, 1900)
- Ammophila campestris (Latreille, 1809)
- Ammophila gracillima (Taschenberg, 1869)
- Ammophila heydeni (Dahlbom, 1845)
- Ammophila hungarica (Mocsáry, 1883)
- Ammophila laevicollis (Ed. André, 1886)
- Ammophila leclercqi (Menke, 1964)
- Ammophila modesta (Mocsáry, 1883)
- Ammophila nasuta (Lepeletier de Saint Fargeau, 1845)
- Ammophila occipitalis (F. Morawitz, 1890)
- Ammophila pubescens (Curtis, 1836)
- Ammophila sabulosa (Linnaeus, 1758)
- Ammophila sareptana (Kohl, 1884)
- Ammophila striata (Mocsáry, 1878)
- Ammophila terminata (F. Smith, 1856)

### Liste globale
- Ammophila aberti (Haldeman, 1852)
- Ammophila acuta (Fernald, 1934)
- Ammophila adelpha (Kohl, 1901)
- Ammophila aellos (Menke, 1966)
- Ammophila afghanica (Balthasar, 1957)
- Ammophila albotomentosa (Morice, 1900)
- Ammophila altigena (Gussakovskij, 1930)
- Ammophila aphrodite (Menke, 1964)
- Ammophila apicalis (Guérin-Méneville, 1835)
- Ammophila arabica (W.F. Kirby, 1900)
- Ammophila ardens (F. Smith, 1868)
- Ammophila areolata (Walker, 1871)
- Ammophila argyrocephala (Arnold, 1951)
- Ammophila arnaudi (Tsuneki, 1976)
- Ammophila arvensis (Lepeletier de Saint Fargeau, 1845)
- Ammophila asiatica (Tsuneki, 1971)
- Ammophila assimilis (Kohl, 1901)
- Ammophila atripes (F. Smith, 1852)
- Ammophila aucella (Menke, 1966)
- Ammophila aurifera (R. Turner, 1908)
- Ammophila azteca (Cameron, 1888)
- Ammophila barbara (Lepeletier de Saint Fargeau, 1845)
- Ammophila barbarorum (Arnold, 1951)
- Ammophila basalis (F. Smith, 1856)
- Ammophila bechuana (R. Turner, 1929)
- Ammophila bella (Menke, 1966)
- Ammophila bellula (Menke, 1964)
- Ammophila beniniensis (Palisot de Beauvois, 1806)
- Ammophila boharti (Menke, 1964)
- Ammophila bonaespei (Lepeletier, 1845)
- Ammophila borealis (Li and C. Yang, 1990)
- Ammophila braunsi (R. Turner, 1919)
- Ammophila breviceps (F. Smith, 1856)
- Ammophila brevipennis (Bingham, 1897)
- Ammophila californica (Menke, 1964)
- Ammophila calva (Arnold, 1920)
- Ammophila campestris (Latreille, 1809)
- Ammophila caprella (Arnold, 1951)
- Ammophila cellularis (Gussakovskij, 1930)
- Ammophila centralis (Cameron, 1888)
- Ammophila clavus (Fabricius, 1775)
- Ammophila cleopatra (Menke, 1964)
- Ammophila clypeola (Li and C. Yang, 1990)
- Ammophila coachella (Menke, 1966)
- Ammophila conditor (F. Smith, 1856)
- Ammophila confusa (A. Costa, 1864)
- Ammophila conifera (Arnold, 1920)
- Ammophila cora (Cameron, 1888)
- Ammophila coronata (A. Costa, 1864)
- Ammophila crassifemoralis (R. Turner, 1919)
- Ammophila cybele (Menke, 1970)
- Ammophila dantoni (Roth in Nadig, 1933)
- Ammophila dejecta (Cameron, 1888)
- Ammophila dentigera (Gussakovskij, 1928)
- Ammophila deserticola (Tsuneki, 1971)
- Ammophila djaouak (de Beaumont, 1956)
- Ammophila dolichocephala (Cameron, 1910)
- Ammophila dolichodera (Kohl, 1884)
- Ammophila dubia (Kohl, 1901)
- Ammophila dysmica (Menke, 1966)
- Ammophila elongata (Fischer de Waldheim, 1843)
- Ammophila erminea (Kohl, 1901)
- Ammophila evansi (Menke, 1964)
- Ammophila exsecta (Kohl, 1906)
- Ammophila extremitata (Cresson, 1865)
- Ammophila eyrensis (R. Turner, 1908)
- Ammophila femurrubra (W. Fox, 1894)
- Ammophila fernaldi (Murray, 1938)
- Ammophila ferrugineipes (Lepeletier de Saint Fargeau, 1845)
- Ammophila ferruginosa (Cresson, 1865)
- Ammophila filata (Walker, 1871)
- Ammophila formicoides (Menke, 1964)
- Ammophila formosensis (Tsuneki, 1971)
- Ammophila ganquana (Yang and Li, 1989)
- Ammophila gaumeri (Cameron, 1888)
- Ammophila globifrontalis (Li and Ch. Yang, 1995)
- Ammophila gracilis (Lepeletier de Saint Fargeau, 1845)
- Ammophila gracillima (Taschenberg, 1869)
- Ammophila guichardi (de Beaumont, 1956)
- Ammophila haimatosoma (Kohl, 1884)
- Ammophila harti (Fernald, 1931)
- Ammophila hemilauta (Kohl, 1906)
- Ammophila hermosa (Menke, 1966)
- Ammophila heteroclypeola (Li and Xue, 1998)
- Ammophila hevans (Menke, 2004)
- Ammophila heydeni (Dahlbom, 1845)
- Ammophila holosericea (Fabricius, 1793)
- Ammophila honorei (Alfieri, 1946)
- Ammophila horni (von Schulthess, 1927)
- Ammophila hungarica (Mocsáry, 1883)
- Ammophila hurdi (Menke, 1964)
- Ammophila iliensis (Kazenas, 2001)
- Ammophila imitator (Menke, 1966)
- Ammophila induta (Kohl, 1901)
- Ammophila infesta (F. Smith, 1873)
- Ammophila insignis (F. Smith, 1856)
- Ammophila insolata (F. Smith, 1858)
- Ammophila instabilis (F. Smith, 1856)
- Ammophila juncea (Cresson, 1865)
- Ammophila kalaharica (Arnold, 1935)
- Ammophila karenae (Menke, 1964)
- Ammophila kennedyi (Murray, 1938)
- Ammophila koppenfelsii (Taschenberg, 1880)
- Ammophila laeviceps (F. Smith, 1873)
- Ammophila laevicollis (Ed. André, 1886)
- Ammophila laevigata (F. Smith, 1856)
- Ammophila lampei (Strand, 1910)
- Ammophila laticeps (Arnold, 1928)
- Ammophila lativalvis (Gussakovskij, 1928)
- Ammophila leclercqi (Menke, 1964)
- Ammophila leoparda (Fernald, 1934)
- Ammophila macra (Cresson, 1865)
- Ammophila marshi (Menke, 1964)
- Ammophila mcclayi (Menke, 1964)
- Ammophila mediata (Cresson, 1865)
- Ammophila menghaiana (Li and Ch. Yang, 1989)
- Ammophila meridionalis (Kazenas, 1980)
- Ammophila mescalero (Menke, 1966)
- Ammophila mimica (Menke, 1966)
- Ammophila mitlaensis (Alfieri, 1961)
- Ammophila modesta (Mocsáry, 1883)
- Ammophila moenkopi (Menke, 1967)
- Ammophila monachi (Menke, 1966)
- Ammophila mongolensis (Tsuneki, 1971)
- Ammophila murrayi (Menke, 1964)
- Ammophila nancy (Menke, 2007)
- Ammophila nasalis (Provancher, 1895)
- Ammophila nasuta (Lepeletier de Saint Fargeau, 1845)
- Ammophila nearctica (Kohl, 1889)
- Ammophila nefertiti (Menke, 1964)
- Ammophila nigricans (Dahlbom, 1843)
- Ammophila nitida (Fischer de Waldheim, 1834)
- Ammophila novita (Fernald, 1934)
- Ammophila obliquestriolae (Yang and Li, 1989)
- Ammophila obscura (Bischoff, 1912)
- Ammophila occipitalis (F. Morawitz, 1890)
- Ammophila pachythoracalis (Yang and Li, 1989)
- Ammophila parapolita (Fernald, 1934)
- Ammophila parkeri (Menke, 1964)
- Ammophila peckhami (Fernald, 1934)
- Ammophila peringueyi (Arnold, 1928)
- Ammophila philomela (Nurse, 1903)
- Ammophila picipes (Cameron, 1888)
- Ammophila pictipennis (Walsh, 1869)
- Ammophila pilimarginata (Cameron, 1912)
- Ammophila placida (F. Smith, 1856)
- Ammophila planicollaris (Li and C. Yang, 1990)
- Ammophila platensis (Brèthes, 1909)
- Ammophila poecilocnemis (Morice, 1900)
- Ammophila polita (Cresson, 1865)
- Ammophila procera (Dahlbom, 1843)
- Ammophila producticollis (Morice, 1900)
- Ammophila proxima (F. Smith, 1856)
- Ammophila pruinosa (Cresson, 1865)
- Ammophila pseudoheydeni (Li and He, 2000)
- Ammophila pseudonasuta (Bytinski-Salz in de Beaumont and Bytinski-Salz, 1955)
- Ammophila pubescens (Curtis, 1836)
- Ammophila pulawskii (Tsuneki, 1971)
- Ammophila punctata (F. Smith, 1856)
- Ammophila punctaticeps (Arnold, 1920)
- Ammophila punti (Guichard, 1988)
- Ammophila regina (Menke, 1964)
- Ammophila roborovskyi (Kohl, 1906)
- Ammophila rubigegen (Li and C. Yang, 1990)
- Ammophila rubiginosa (Lepeletier de Saint Fargeau, 1845)
- Ammophila rubripes (Spinola, 1839)
- Ammophila ruficollis (F. Morawitz, 1890)
- Ammophila ruficosta (Spinola, 1851)
- Ammophila rufipes (Guérin-Méneville, 1831)
- Ammophila rugicollis (Gussakovskij, 1930)
- Ammophila sabulosa (Linnaeus, 1758)
- Ammophila sarekandana (Balthasar, 1957)
- Ammophila sareptana (Kohl, 1884)
- Ammophila saussurei (du Buysson, 1897)
- Ammophila separanda (F. Morawitz, 1891)
- Ammophila shoshone (Menke, 1967)
- Ammophila sickmanni (Kohl, 1901)
- Ammophila silvestris (Kirkbride, 1982)
- Ammophila sinensis (Sickmann, 1894)
- Ammophila sjoestedti (Gussakovskij, 1934)
- Ammophila smithii (F. Smith, 1856)
- Ammophila stangei (Menke, 1964)
- Ammophila strenua (Cresson, 1865)
- Ammophila striata (Mocsáry, 1878)
- Ammophila strumosa (Kohl, 1906)
- Ammophila subassimilis (Strand, 1913)
- Ammophila tekkensis (Gussakovskij, 1930)
- Ammophila terminata (F. Smith, 1856)
- Ammophila tsunekii (Menke in Bohart and Menke, 1976)
- Ammophila tuberculiscutis (Turner, 1919)
- Ammophila tyrannica (Cameron, 1890)
- Ammophila unita (Menke, 1966)
- Ammophila untumoris (Yang and Li, 1989)
- Ammophila urnaria (Dahlbom, 1843)
- Ammophila varipes (Cresson, 1865)
- Ammophila vetuberosa (Li and C. Yang in Li, Li and Yang, 1994)
- Ammophila vulcania (du Buysson, 1897)
- Ammophila wahlbergi (Dahlbom, 1845)
- Ammophila wrightii (Cresson, 1868)
- Ammophila xinjiangana (Li and C. Yang, 1989)
- Ammophila zanthoptera (Cameron, 1888)

## Espèce reclassée
- Podalonia hirsuta, décrite initialement comme Ammophila hirsuta (Scopoli, 1763)